# Gymnodampia yunnanensis
Gymnodampia yunnanensis är en kvalsterart som först beskrevs av Aoki och Yamamoto 2000.  Gymnodampia yunnanensis ingår i släktet Gymnodampia och familjen Platyameridae. Inga underarter finns listade i Catalogue of Life.